# Grand Prix Španělska 2019
Grand Prix Španělska 2019 (oficiálně Formula 1 Emirates Gran Premio De España 2019) se jela na okruhu Circuit de Catalunya v Montmeló ve Španělsku dne 12. května 2019. Závod byl pátým v pořadí v sezóně 2019 šampionátu Formule 1.

## Pozadí

### Pořadí jezdců před závodem
Do závodu šel jako vedoucí jezdec Valtteri Bottas o šest bodů před Lewisem Hamiltonem. Bottasův tým Mercedes navíc vedl před závodem i Pohár konstruktérů s náskokem 57 bodů na druhé Ferrari.

## Trénink
V prvním tréninku byl nejrychlejší Valtteri Bottas z Mercedesu, který zajel čas 1:17.951. Druhý Sebastian Vettel z Ferrari na něj ztratil 115 tisícin a třetí Charles Leclerc, týmový kolega Vettela, zaostal o 221 tisícin sekundy. Pětinásobný světový šampion Lewis Hamilton byl "až" čtvrtý. Překvapením je umístění Maxe Verstappena z Red Bullu, jenž skončil na 12. místě s mankem téměř dvou vteřin na lídra Bottase. Celé startovní pole uzavřeli oba jezdci stáje Williams v pořadí Robert Kubica, George Russell. Průběh úvodního tréninku narušil Lance Stroll, který narazil do bariéry.
Druhý trénink opět opanoval Valtteri Bottas časem 1:17.284. Na druhé pozici dojel Lewis Hamilton se ztrátou 49 tisícin sekundy a třetí příčku si pro sebe rezervoval znovu Charles Leclerc. Sebastian Vettel si s Lewisem Hamiltonem oproti prvnímu tréninku prohodil pořadí a obsadil čtvrtý flek. Max Verstappen se výrazně zlepšil a zařadil se na páté místo.
Třetí trénink nabídl mnoho zajímavých momentů. Nejdříve dostal hodiny Sebastian Vettel a po něm také Valtteri Bottas, načež musely být vyvěšeny červené vlajky. V závěru havaroval George Russell a poslední trénink byl ukončen o několik minut dříve. Nejlepší čas (1:16.568) zaknihoval Lewis Hamilton, který za sebou nechal Charlese Leclerca (+0,531) a Valtteriho Bottase (+0,555).

## Kvalifikace
V první části kvalifikace skončili oba piloti Williamsu George Russell a Robert Kubica. Spolu s nimi nepostoupili Antonio Giovinazzi, Lance Stroll a překvapivě ani Nico Hülkenberg, který ale v úvodu kvalifikace boural a musel do boxů pro nové přední křídlo.
Druhá fáze kvalifikace se stala konečnou pro Landa Norrise, Alexandera Albona, Carlose Sainze, Kimiho Räikkönena a Sergia Péreze. Především od Kimiho Räikkönena se čekal lepší výsledek a španělští fanoušci tajně doufali, že by jejich miláček Carlos Sainz mohl udělat skvělý rezultát v podobě postupu mezi desítku nejrychlejších, leč nepovedlo se.
Pole position získal v Barceloně Valtteri Bottas, který porazil svého týmového kolegu Lewise Hamiltona o více než půl sekundy a překazil mu tak šňůru tří vyhraných kvalifikací ve Španělsku v řadě. Do druhé řady se postaví Sebastian Vettel a Max Verstappen. Charles Leclerc dojel až pátý, protože v úvodu třetí části kvalifikace měl blíže nespecifikované problémy, kvůli nimž stihl jen jeden měřený pokus.
| Poř.                      | No. | Jezdec             | Konstruktér               | Časy v kvalifikaci | Časy v kvalifikaci | Časy v kvalifikaci | Pořadí na startu |
| Poř.                      | No. | Jezdec             | Konstruktér               | Q1                 | Q2                 | Q3                 | Pořadí na startu |
| ------------------------- | --- | ------------------ | ------------------------- | ------------------ | ------------------ | ------------------ | ---------------- |
| 1                         | 77  | Valtteri Bottas    | Mercedes                  | 1:16.979           | 1:15.924           | 1:15.406           | 1                |
| 2                         | 44  | Lewis Hamilton     | Mercedes                  | 1:17.292           | 1:16.038           | 1:16.040           | 2                |
| 3                         | 5   | Sebastian Vettel   | Ferrari                   | 1:17.425           | 1:16.667           | 1:16.272           | 3                |
| 4                         | 33  | Max Verstappen     | Red Bull Racing-Honda     | 1:17.244           | 1:16.726           | 1:16.357           | 4                |
| 5                         | 16  | Charles Leclerc    | Ferrari                   | 1:17.388           | 1:16.714           | 1:16.588           | 5                |
| 6                         | 10  | Pierre Gasly       | Red Bull Racing-Honda     | 1:17.862           | 1:16.932           | 1:16.708           | 6                |
| 7                         | 8   | Romain Grosjean    | Haas-Ferrari              | 1:18.042           | 1:17.066           | 1:16.911           | 7                |
| 8                         | 20  | Kevin Magnussen    | Haas-Ferrari              | 1:17.669           | 1:17.272           | 1:16.922           | 8                |
| 9                         | 26  | Daniil Kvjat       | Scuderia Toro Rosso-Honda | 1:17.914           | 1:17.243           | 1:17.573           | 9                |
| 10                        | 3   | Daniel Ricciardo   | Renault                   | 1:18.385           | 1:17.299           | 1:18.106           | 13               |
| 11                        | 4   | Lando Norris       | McLaren-Renault           | 1:17.611           | 1:17.338           |                    | 10               |
| 12                        | 23  | Alexander Albon    | Scuderia Toro Rosso-Honda | 1:17.796           | 1:17.445           |                    | 11               |
| 13                        | 55  | Carlos Sainz Jr.   | McLaren-Renault           | 1:17.760           | 1:17.599           |                    | 12               |
| 14                        | 7   | Kimi Räikkönen     | Alfa Romeo Racing-Ferrari | 1:18.132           | 1:17.788           |                    | 14               |
| 15                        | 11  | Sergio Pérez       | Racing Point-BWT Mercedes | 1:18.286           | 1:17.886           |                    | 15               |
| 16                        | 27  | Nico Hülkenberg    | Renault                   | 1:18.404           |                    |                    | 16               |
| 17                        | 18  | Lance Stroll       | Racing Point-BWT Mercedes | 1:18.471           |                    |                    | 17               |
| 18                        | 99  | Antonio Giovinazzi | Alfa Romeo Racing-Ferrari | 1:18.664           |                    |                    | 18               |
| 19                        | 63  | George Russell     | Williams-Mercedes         | 1:19.072           |                    |                    | 20               |
| 20                        | 88  | Robert Kubica      | Williams-Mercedes         | 1:20.254           |                    |                    | 19               |
| 107% času vítěze:1:22.367 |     |                    |                           |                    |                    |                    |                  |
| Zdroj:                    |     |                    |                           |                    |                    |                    |                  |

Poznámky
1. ↑  Daniel Ricciardo obdržel penalizaci v podobě 3 míst za způsobenou bouračku z minulého závodu.
2. ↑  George Russell obdržel penalizaci v podobě 5 míst za nepovolenou výměnu převodovky.

## Závod
| Poř.                                                             | No. | Jezdec             | Konstruktér               | Počet kol | Čas/Odstoupení | Pořadí na startu | Body |
| ---------------------------------------------------------------- | --- | ------------------ | ------------------------- | --------- | -------------- | ---------------- | ---- |
| 1                                                                | 44  | Lewis Hamilton     | Mercedes                  | 66        | 1:35:50.443    | 2                | 26   |
| 2                                                                | 77  | Valtteri Bottas    | Mercedes                  | 66        | +4.074         | 1                | 18   |
| 3                                                                | 33  | Max Verstappen     | Red Bull Racing-Honda     | 66        | +7.679         | 4                | 15   |
| 4                                                                | 5   | Sebastian Vettel   | Ferrari                   | 66        | +9.167         | 3                | 12   |
| 5                                                                | 16  | Charles Leclerc    | Ferrari                   | 66        | +13.361        | 5                | 10   |
| 6                                                                | 10  | Pierre Gasly       | Red Bull Racing-Honda     | 66        | +19.576        | 6                | 8    |
| 7                                                                | 20  | Kevin Magnussen    | Haas-Ferrari              | 66        | +28.159        | 8                | 6    |
| 8                                                                | 55  | Carlos Sainz Jr.   | McLaren-Renault           | 66        | +32.342        | 12               | 4    |
| 9                                                                | 26  | Daniil Kvjat       | Scuderia Toro Rosso-Honda | 66        | +33.056        | 9                | 2    |
| 10                                                               | 8   | Romain Grosjean    | Haas-Ferrari              | 66        | +34.641        | 7                | 1    |
| 11                                                               | 23  | Alexander Albon    | Scuderia Toro Rosso-Honda | 66        | +35.455        | 11               |      |
| 12                                                               | 27  | Daniel Ricciardo   | Renault                   | 66        | +36.758        | 13               |      |
| 13                                                               | 27  | Nico Hülkenberg    | Renault                   | 66        | +39.241        | BOX              |      |
| 14                                                               | 7   | Kimi Räikkönen     | Alfa Romeo Racing-Ferrari | 66        | +41.803        | 14               |      |
| 15                                                               | 11  | Sergio Pérez       | Racing Point-BWT Mercedes | 66        | +46.877        | 15               |      |
| 16                                                               | 99  | Antonio Giovinazzi | Alfa Romeo Racing-Ferrari | 66        | +47.691        | 18               |      |
| 17                                                               | 63  | George Russell     | Williams-Mercedes         | 65        | +1 kolo        | 19               |      |
| 18                                                               | 88  | Robert Kubica      | Williams-Mercedes         | 65        | +1 kolo        | 19               |      |
| Ret                                                              | 18  | Lance Stroll       | Racing Point-BWT Mercedes | 44        | Srážka         | 16               |      |
| Ret                                                              | 4   | Lando Norris       | McLaren-Renault           | 44        | Srážka         | 10               |      |
| Nejrychlejší kolo:Lewis Hamilton (Mercedes) 1:18.492 (v kole 54) |     |                    |                           |           |                |                  |      |
| Zdroj:                                                           |     |                    |                           |           |                |                  |      |

Poznámky
1. ↑  Lewis Hamilton získal jeden bod za zajetí nejrychlejšího kola.

## Průběžné pořadí po závodě
Pohár jezdců
|        | Pořadí | Jezdec           | Body |
| ------ | ------ | ---------------- | ---- |
| 1      | 1      | Lewis Hamilton   | 112  |
| 1      | 2      | Valtteri Bottas  | 105  |
| 1      | 3      | Max Verstappen   | 66   |
| 1      | 4      | Sebastian Vettel | 64   |
|        | 5      | Charles Leclerc  | 57   |
| Zdroj: |        |                  |      |

Pohár konstruktérů
|        | Pořadí | Konstruktér               | Body |
| ------ | ------ | ------------------------- | ---- |
|        | 1      | Mercedes                  | 217  |
|        | 2      | Ferrari                   | 121  |
|        | 3      | Red Bull Racing-Honda     | 87   |
|        | 4      | McLaren-Renault           | 22   |
|        | 5      | Racing Point-BWT Mercedes | 17   |
| Zdroj: |        |                           |      |